# 伊婁謙
伊婁 謙（いろう けん、生没年不詳）は、中国の西魏から隋にかけての軍人。字は彦恭。鮮卑の出身。

## 経歴
伊婁霊の子として生まれた。西魏に仕えて直閤将軍となった。北周が建国されると、宣納上士に累進し、使持節・車騎大将軍となった。
北周の武帝が北斉を討つにあたって、伊婁謙を召し出して軍事について諮問すると、伊婁謙は北斉の求心力が離れていることを指摘して、北斉を討つべきことを説いた。武帝は喜び、伊婁謙と拓跋偉に北斉のようすを探らせ、まもなく兵を発した。北斉の後主が武帝の起兵を知ると、僕射の陽休之を派遣して「貴国は盛んに徴兵しておられるが、馬首をどちらに向けているのか？」と責めさせた。伊婁謙は「まだ軍を興すという話を聞いていません。西に白帝の城を増設し、東に巴丘の戍が力を持っていますから、怪しむには足りないでしょう」ととぼけた。伊婁謙の参軍の高遵が北斉に情報を漏らしたので、伊婁謙は拘留された。武帝が并州を落とすと、伊婁謙は解放された。武帝は伊婁謙の労をねぎらって「朕の挙兵は、本来は卿の帰還を待つべきであった。はからずも高遵が叛逆したため、思うとおりにならなかった」と言った。武帝は高遵を捕らえて伊婁謙に引き渡し、報復させようとした。伊婁謙は頓首して赦免を願い出た。武帝は「卿は人々を集めて高遵の顔面に唾を吐かせるがいい。恥を知らしめるのだ」と言った。伊婁謙は跪いて「高遵の罪は、顔面に唾を吐いて責任の取れるものではありません」と言った。武帝は伊婁謙の言を善しとして取りやめた。伊婁謙はもとのとおり高遵を待遇した。伊婁謙の寛大さは、みなこの類のものであった。まもなく済陽県伯の爵位を受け、前駆中大夫の位を受けた。大象年間、爵位は侯となり、開府儀同三司の位を加えられた。
楊堅が丞相となると、伊婁謙は亳州総管に任ぜられたが、突然長安に召還された。王謙の乱が平定されると、伊婁謙は王謙と同名であることを恥じて、字の彦恭を自称とするようになった。581年、隋が建国されると、彦恭は左武候将軍となった。大将軍の位を受け、爵位は公に進んだ。数年後、沢州刺史として出向した。病のため辞職し、数年して家で死去した。享年は70。
子の伊婁傑が後を嗣いだ。

## 伝記資料
- 『隋書』巻五十四 列伝第十九
- 『北史』巻七十五 列伝第六十三